# Compsomera fenestrata
Compsomera fenestrata là một loài bọ cánh cứng trong họ Cerambycidae.